# Квітневі безумства
«Квітневі безумства» («The April Fools») — американська кінокомедія 1969 року, знята режисером Стюартом Розенбергом, з Катрін Денев і Джеком Леммоном у головних ролях.

## Сюжет
Говард (Джек Леммон) — одружений з фригідною Філліс. Кетрін (Катрін Денев) — дружина байдужого Теда. На одному з корпоративних прийомів Тед, директор компанії, переконує Говарда підібрати собі доступну жінку, щоб показати йому приклад, як це робиться. Говард неохоче пробує це на Кетрін, яка негайно приймає гру. Незабаром ці двоє розуміють, що люблять одне одного, і вирішують утекти разом.

## У ролях
- Катрін Денев — Кетрін Гюнтер
- Джек Леммон — Говард Брубейкер
- Пітер Лоуфорд — Тед Гюнтер
- Джек Вестон — роль другого плану
- Мирна Лой — Грейс
- Шарль Буайє — Андре
- Кеннет Марс — Ліз Гопкінс
- Мелінда Діллон — Леслі Гопкінс
- Гарві Корман — Метт Бенсон
- Дженіс Керрол — Мімсі
- Ді Гарднер — Наомі Джексон
- Саллі Келлерман — Філіс Брубейкер
- Гарі Дабін — Стенлі Брубейкер
- Сьюзен Баррет — роль другого плану
- Тані Гатрі — роль другого плану
- Ненсі Говард — роль другого плану
- Том Ехірн — роль другого плану
- Френк Рейтер — епізод
- Ліза Тодд — епізод

## Знімальна група
- Режисер — Стюарт Розенберг
- Сценарист — Гел Дрезнер
- Оператор — Мішель Г'юго
- Композитор — Марвін Гемліш
- Художник — Річард Сілберт
- Продюсери — Гордон Керролл, Картер Де Гевн-молодший